# 成虫原基

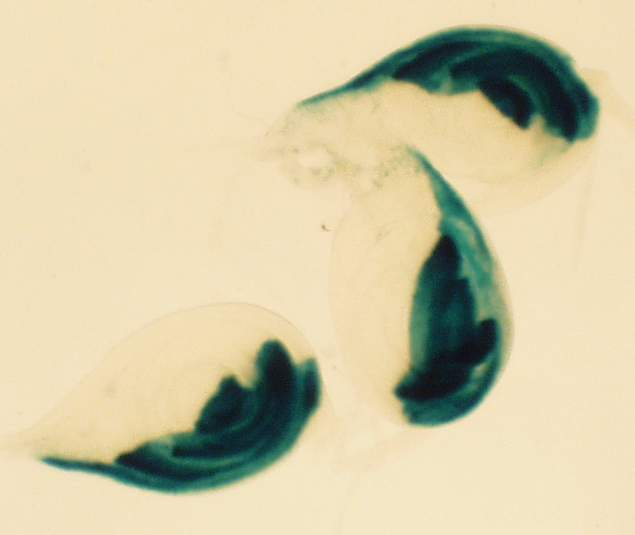
3個の成虫原基。キイロショウジョウバエの3齢幼虫から摘出。ヘッジホッグ-プロテインに染色。

成虫原基（せいちゅうげんき 英: Imaginal disc, Imaginal disk）とは、完全変態を行う昆虫の幼虫に存在する器官。成虫盤、成虫芽ともいう。蛹の期間に成虫の体表部分に変化する。幼虫の体内には、成虫原基の左右対が複数存在し、成虫になるとそれぞれ羽、足、触角やその他の形態を形作る。蛹の段階では、多くの幼虫の構造が分解され、そして成虫原基を含めた成虫の構造が急速に発達する。それぞれの原基は、その中央部分が（付属肢、羽、足などの）末端になるという形で、反転し、伸張する。幼虫の段階では、成長中の原基の細胞は未分化のように見えるが、成虫においての発生運命（どの器官に分化するか）はすでに決定されている。
予定運命が決定されていることを証明する実験は以下のように行われた。まず、蛹化直前の三齢幼虫（ショウジョウバエの終齢幼虫）から成虫原基を取り出して分割し、より若い幼虫の体に埋め込んで培養する。成虫原基はこの方法で、何世代も繰り返して培養することが可能である。このように培養した成虫原基を、最後に幼虫に埋め込んだまま蛹化させると、成虫原基はそれがもともと成る予定だった器官に分化する。たとえば、触角原基をこの方法で培養すると、ほとんどすべての場合において、蛹化のタイミングで（体の別の位置に移したとしても）触角になる。
キイロショウジョウバエの成虫原基の研究中、発生運命が変化することが時々起きることから、アンテナペディアなどのホメオティック変異が発見された。実際に起きる発生変更の種類が、たとえば足から触角への変異など、きわめて限られていることは非常に重要である。この現象の研究によってホメオボックス遺伝子が発見され、多細胞動物の発生理論に大転換が起きつつある。